# HD 218061
HD 218061 är en dubbelstjärna belägen i den mellersta delen av stjärnbilden Vattumannen. Den har en kombinerad skenbar magnitud av ca 6,16 och är mycket svagt synlig för blotta ögat där ljusföroreningar ej förekommer. Baserat på parallaxmätning inom Hipparcosuppdraget på ca 5,1 mas, beräknas den befinna sig på ett avstånd på ca 650 ljusår (ca 198 parsek) från solen. Den rör sig närmare solen med en heliocentrisk radialhastighet på ca -15 km/s.

## Egenskaper
Primärstjärnan HD 218061 A är en orange till gul jättestjärna av spektralklass K4 III. Den har en radie som är ca 20 solradier och har ca 252 gånger solens utstrålning av energi från dess fotosfär vid en effektiv temperatur av ca 4 200 K.
HD 218061 är en dubbelstjärna där följeslagaren är en stjärna av skenbar magnitud 11,4 separerad med 55,1 bågsekunder från primärstjärnan.